# Rageh Daoud
Rageh Samy Daoud (23 november 1954 i Cairo, Egypten) er en egyptisk komponist, pianist og professor i musik.
Daoud hører til nutidens kendtes egyptiske komponister i den klassiske musik. Han studerede hos Gamal Abdel-Rahim på Cairo´s Musikkonservatorium, hvor han selv den dag i dag er professor.
Han har skrevet orkesterværker, klaverstykker,vokalmusik og musik til film etc.